# Góry Barguzińskie
Góry Barguzińskie (ros.: Баргузинский хребет, Barguzinskij chriebiet) – pasmo górskie w azjatyckiej części Rosji, rozciągające się wzdłuż północno-wschodniego brzegu Bajkału na długości ok. 280 km. Najwyższy szczyt osiąga 2840 m n.p.m. Pasmo zbudowane ze skał krystalicznych wieku późnoproterozoicznego, rozczłonkowane głębokimi dolinami. Występują ostre formy skalne. Zbocza zachodnie porośnięte tajgą sosnowo-modrzewiową i świerkowo-sosnową (tzw. cedr syberyjski czyli sosna syberyjska), zbocza wschodnie porośnięte tajgą modrzewiową. W wyższych partiach dominuje tundra górska. Występują źródła mineralne. W zachodniej części znajduje się Rezerwat Barguziński, a we wschodniej Rezerwat przyrody „Dżerginskij”.